# Теллурид бериллия
Теллури́д бери́ллия — бинарное неорганическое химическое соединение бериллия и теллура с химической формулой BeTe. Бериллиевая соль теллуроводородной кислоты.
Твёрдое бесцветное кристаллическое вещество или мелкокристаллический светло-серый порошок. Кристаллизуется в кубической кристаллической решётке типа цинковой обманки.
По электрофизическим свойствам является широкозонным полупроводником с шириной запрещённой зоны около 2,8 эВ.
Применяется при изготовлении полупроводниковых приборов.

## Получение
Теллурид бериллия получают взаимодействием элементарных теллура и бериллия, взятых в стехиометрическом соотношении в атмосфере инертного газа или водорода при температуре около 1100°С:
{\displaystyle \mathrm {Be+Te\longrightarrow BeTe} }.

## Физические свойства
Тугоплавкое кристаллическое вещество, бесцветные кристаллы. Плотность 5,09 г/см3. Кристаллизуется в кубической сингонии типа цинковой обманки, постоянная решётки кристаллов 0,5615 нм, пространственная группа F43m.
Широкозонный полупроводник с шириной запрещённой зоны около 2,8 эВ.

## Химические свойства
Во влажном воздухе и при контакте с водой теллурид бериллия разлагается с образованием гидроксида бериллия и теллуроводорода, который при комнатной температуре быстро разлагается на элементарные теллур и водород.
Теллурид бериллия практически полностью гидролизуется водой с разложением:
{\displaystyle {\mathsf {BeTe+2H_{2}O\longrightarrow Be(OH)_{2}+H_{2}Te}}}.
Кислоты любой концентрации и силы разлагают теллурид бериллия с выделением теллуроводорода:
{\displaystyle {\mathsf {BeTe+2HCl\longrightarrow BeCl_{2}+H_{2}Te}}},
{\displaystyle {\mathsf {BeTe+2CH_{3}COOH\longrightarrow Be(CH_{3}COO)_{2}+H_{2}Te}}}.
Теллурид бериллия реагирует с растворами щелочей и карбонатами щелочных металлов с образованием гидроксобериллатов и солей теллуроводородной кислоты щелочного металла:
{\displaystyle {\mathsf {BeTe+4NaOH\longrightarrow Na_{2}[Be(OH)_{4}]+Na_{2}Te}}},
{\displaystyle {\mathsf {BeTe+2Na_{2}CO_{3}+2H_{2}O\longrightarrow Na_{2}[Be(OH)_{4}]+Na_{2}Te+2CO_{2}}}}.
Хлор и фтор при взаимодействии с BeТе образуют соответствующие галогениды бериллия, вытесняя теллур:
{\displaystyle {\mathsf {BeTe+Cl_{2}\longrightarrow BeCl_{2}+Te}}},
{\displaystyle {\mathsf {BeTe+F_{2}\longrightarrow BeF_{2}+Te}}}.

## Применение
Применяется при производстве полупроводниковых приборов.

## Токсичность
Высокотоксичное вещество, во влажном воздухе, при контакте с водой или кислотами выделяется весьма ядовитый теллуроводород и все растворимые соединения бериллия тоже очень ядовиты.